# Cymatosirales
Ordre
Les Cymatosirales sont un ordre d'algues de l'embranchement des Bacillariophyta (Diatomées), et de la classe Mediophyceae.

## Liste des familles
Selon AlgaeBase (5 août 2022) :
- Cymatosiraceae Hasle, Stosch & Syvertsen, 1983
- Rutilariaceae De Toni, 1894

## Systématique
Le nom correct complet (avec auteur) de ce taxon est Cymatosirales Round & R.M.Crawford, 1990.

## Publication originale
- Round, F.E., Crawford, R.M. & Mann, D.G. (1990). The diatoms biology and morphology of the genera.  pp. [i-ix], 1-747. Cambridge: Cambridge University Press.